# Frank Darabont
Frank Árpád Darabont (magyarul Darabont Ferenc) (Montbéliard, Franciaország, 1959. január 28. –) magyar származású amerikai filmrendező, forgatókönyvíró, filmproducer. Golden Globe-díjra és háromszorosan Oscar-díjra jelölt. Olyan nagy sikerű filmek rendezője, mint A remény rabjai, a Halálsoron és A köd, melyek mind Stephen King regényei alapján készültek.

## Fiatalsága
1959-ben magyar szülők gyermekeként egy menekülttáborban született a franciaországi Montbéliard-ban. Szülei az 1956-os forradalom után menekültek el Magyarországról. Később, amikor Frank még gyerek volt, az Egyesült Államokba költöztek és Los Angelesben, Kaliforniában telepedtek le.

## Karrierje

### Korai filmek
Már 20 éves korában foglalkozott filmezéssel. Első filmjeinek egyike Stephen King Nő a szobában című művének adaptációja, ami 1983-ban az Oscar "előszobájában" is járt, mint a jelölőlista "elődöntőse", valamint teljes terjedelmében levetítették a "Stephen King Horror-világa" (Stephen King's World of Horror) című TV-műsorban. A Nő a szobában egyébként egyike a "Dollar Baby" alkotásoknak, amely megállapodás Stephen King kezdeményezésére 1 amerikai dollár jelképes összegért engedélyezi valamely novellájának filmes vagy színházi feldolgozását. Ezen a sikeren felbuzdulva King szorosabb együttműködést ajánlott fel Darabontnak, aki így megszerezte A remény rabjai című történet feldolgozásának jogát, az író megelőlegezett bizalmával. A mű egyébként eredetileg a Rita Hayworth and Shawshank Redemption címen szerepel a Different Seasons című novellagyűjteményben.
Rendezői pályafutását megelőzően forgatókönyvírással ért el sikereket, olyan filmek megírásával mint a Rémálom az Elm utcában 3.: Álomharcosok, A massza, A légy 2. vagy a megvalósítást meg nem érő Commando című sorozat. Frank Darabont rendezésében az első teljes estés film az Élve eltemetve, egy 2 000 000 $ költségvetésű TV-film, amelyet a USA Network közvetített 1990-ben. Ezt egy hosszadalmasabb írói munka követte: George Lucas kalandfilm sorozata, Az ifjú Indiana Jones kalandjai forgatókönyvének megalkotása.

### Sikerek
Hírnevét A remény rabjai sikere alapozta meg, amelynek mind a forgatókönyvét mind a rendezését felvállalta. A film Oscar-díj jelölést is hozott, a "legjobb könyvadaptációt felhasználó forgatókönyv" címre. A további hat Oscar-díj jelölés között megtalálhatjuk a "legjobb operatőrnek" járót is.
Öt év kihagyás után ismét egy kedvező fogadtatásban részesített filmmel tért vissza, Halálsoron címmel, amely ismét Stephen King azonos című műve nyomán készült. A forgatókönyv és a rendezés is Darabont munkája és a rendező producerelése alatt készült. Ezért a filmért is a legjobb könyvadaptációt valamint a legjobb operatőri munkát dicsérő jelölés járt, bár most sem sikerült szobrocskát elnyerniük az alkotóknak. Sikerült viszont elhoznia három Szaturnusz-díjat, köztük a "legjobb akció/kaland/thriller-filmnek" járó trófeát. Ezt követte 2001-ben a Mi lenne ha? című társadalmi dráma, Jim Carreyvel a főszerepben. A film elődeinél lényegesen kevesebb dicséretet kapott, a kritikusok vegyes fogadtatását követően pedig a pénztáraknál bukást jelentett, nemzetközileg alig-alig behozva a 72 millió dolláros költségvetést.
Darabont több Steven Spielberg film forgatókönyvének megírásában segédkezett, mint például a Ryan közlegény megmentése, 2002-ben pedig az Indiana Jones és a kristálykoponya királysága című kalandfilm forgatókönyvének egy korai verzióján dolgozott (akkor még Indiana Jones és az istenek városa munkacímen futott). A forgatókönyv alapjában véve Spielbergnek tetszett ugyan, de George Lucas többször nemtetszésének adott hangot, és végül egy másik jelölt kapta meg a lehetőséget a film megírására. Ennek ellenére több Darabont által felvetett ötlet a végleges verzióban is megmaradt, valamint a film nézői visszhangjában Indiana Jones rajongók sok helyen említést tesznek a rendező - szerintük - hibás döntéséről.
A Törtetők című televíziós sorozat 2008. október 26-i epizódjában is megjelent Darabont, mint egy TV-show producere, aki Vincent Chase nevű karaktert kapacitálja, hogy jelenjen meg a műsorában, majd a 2009. szeptember 12-i részben már egy Enzo Ferrariról szóló filmet rendez, akit Vincent Chase alakít.
Ami a Csillagközi romboló című sci-fi sorozatot illeti: Frank Darabont az egyik nagy rajongója a Titan Books által újra-álmodott sorozatnak, ezért felkérték a utolsó évad utolsó előtti epizódjának megrendezésére (az epizód eredeti angol címe: "Islanded in a Stream of Stars"). Azonban a rendező más teendőivel való ütközések miatt erre nem kerülhetett sor, így az epizódot a sorozat egyik főszereplője, Edward James Olmos rendezte.
Rendezte a The Walking Dead horrorsorozat néhány részét, amely az azonos című Robert Kirkman képregény-sorozat alapján készül. Darabont a kezdő rész forgatókönyvét írta és az epizódot is ő rendezte. Hírek szerint Kirkman és Darabont szándéka, hogy a sorozat első mozzanatai a képregény-sorozat történetét követik, majd a két történet szétválik és két külön, önálló szálon folytatódik, ezzel egyidejűleg életben tartva két sorozatot. A televíziós sorozatban megjelentek olyan rendszeres Darabont-film szereplők, mint Jeffrey DeMunn vagy Laurie Holden.
2005-ben a Cemetery Dance Publications kiadó gondozásában megjelent Darabont Walpuski írógépe című novellája, korlátozott példányszámban. A történetet eredetileg a húszas éveinek elején írta Darabont, és Jessie Horsting Midnight Graffiti című folyóiratában jelent meg.

## Filmográfia
| Főbb filmjei | Főbb filmjei                             | Főbb filmjei |
| Év           | Film                                     | Egyéb |
| ------------ | ---------------------------------------- | --- |
| 1983         | Nő a szobában                            | rövidfilm |
| 1987         | Rémálom az Elm utcában 3. – Álomharcosok | forgatókönyv |
| 1988         | A massza                                 | forgatókönyv |
| 1989         | A légy 2.                                | forgatókönyv |
| 1990         | Élve eltemetve                           | TV film, rendező |
| 1994         | A remény rabjai                          | Hochi Film Award: legjobb idegen nyelvű film Humanitas Prize: legjobb film Kinema Junpo: közönségszavazat - a legjobb idegen nyelvű film USC Scripter Award (megosztva Stephen Kinggel) jelölés - Oscar-díj: legjobb könyvadaptáció jelölés - Golden Globe-díj: legjobb könyvadaptáció jelölés - Directors Guild of America: legjobb rendező jelölés - Writers Guild of America: legjobb könyvadaptáció jelölés - Szaturnusz-díj: legjobb forgatókönyv |
| 1994         | Frankenstein                             | forgatókönyv jelölés - Szaturnusz-díj legjobb forgatókönyv (megosztva Steph Lady-vel) |
| 1999         | Halálsoron                               | jelölés - Oscar-díj: legjobb operatőr jelölés - Oscar-díj: legjobb könyvadaptáció jelölés - Szaturnusz-díj: legjobb rendező jelölés - Bram Stoker-díj: legjobb forgatókönyv jelölés - Directors Guild of America: legjobb rendező jelölés - OFCS Award: legjobb forgatókönyv jelölés - Nebula-díj: legjobb forgatókönyv jelölés - USC Scripter Award (megosztva Stephen Kinggel)                                                                       |
| 2001         | Mi lenne, ha?                            | |
| 2007         | A köd                                    | Szaturnusz-díj: a legjobb DVD speciális kiadásért (2. lemez) jelölés - Szaturnusz-díj: legjobb rendező jelölés - Szaturnusz-díj: legjobb horrorfilm jelölés - Empire Award: legjobb horror |
| 2010         | The Walking Dead                         | tv-sorozat, forgatókönyv, kezdő rész rendezése |